# 65244 Ianwong
65244 Ianwong è un asteroide della fascia principale. Scoperto nel 2002, presenta un'orbita caratterizzata da un semiasse maggiore pari a 4,0009068 au e da un'eccentricità di 0,2005056, inclinata di 7,33747° rispetto all'eclittica.